# Monsireigne
Monsireigne is een gemeente in het Franse departement Vendée (regio Pays de la Loire) en telt 785 inwoners (2004). De plaats maakt deel uit van het arrondissement Fontenay-le-Comte.

## Geografie
De oppervlakte van Monsireigne bedraagt 20,2 km², de bevolkingsdichtheid is 38,9 inwoners per km².

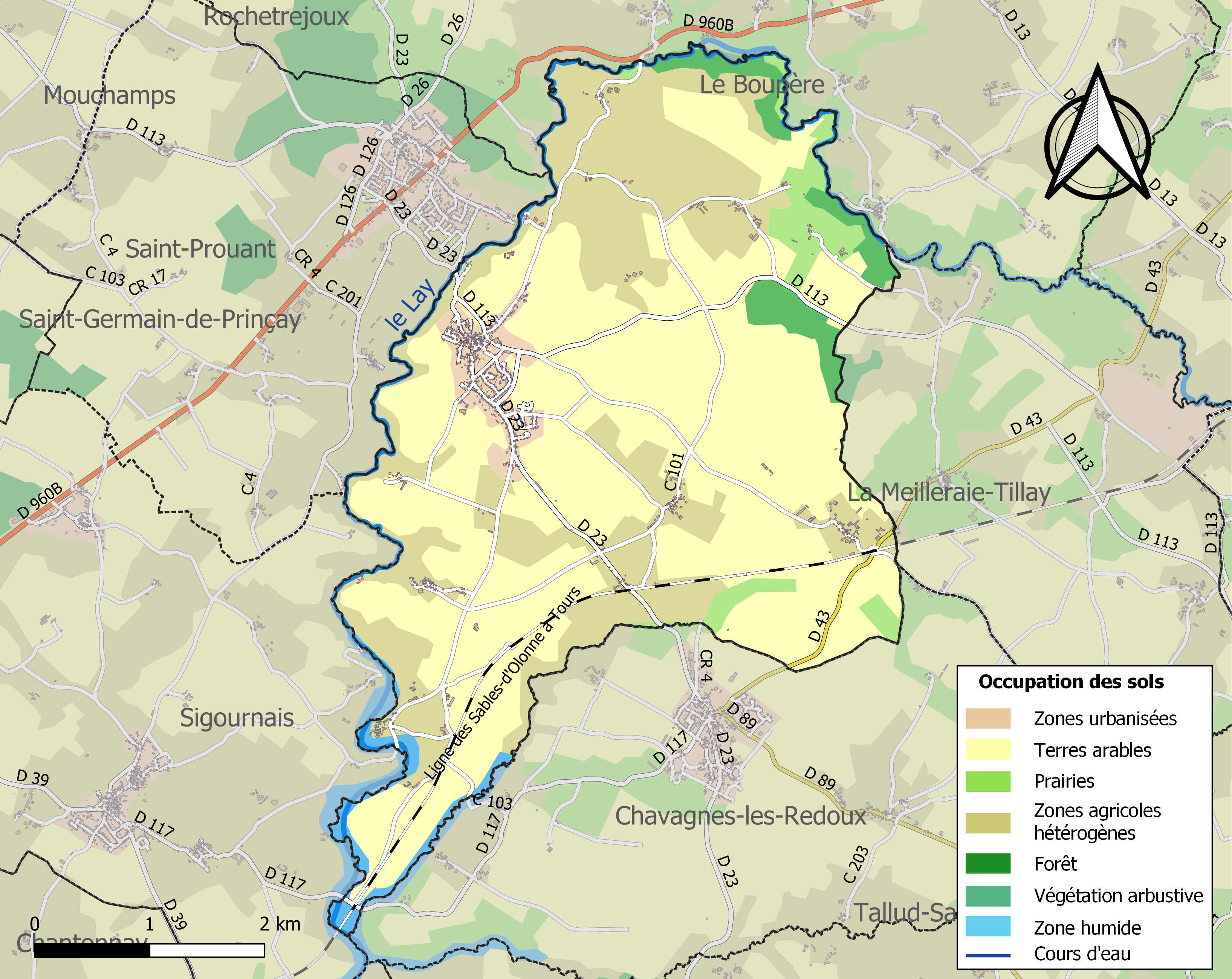
Kaart van de gemeente met de belangrijkste infrastructuur, bodemgebruik en omliggende gemeenten

## Demografie
Onderstaande figuur toont het verloop van het inwonertal (bron: INSEE-tellingen).

1. ↑  Populations de référence 2022.